# Gunnar von Proschwitz
Gunnar von Proschwitz (* 29. Juli 1922 in Göteborg; † 5. März 2005) war ein schwedischer Romanist und Literaturwissenschaftler, Spezialist des 18. Jahrhunderts.

## Leben
Proschwitz wechselte vom Studium der Klassischen Archäologie, das ihn nach Italien geführt hatte, zur Romanistik über und schloss sein Studium 1949 ab. Als Schüler von Karl Michaëlsson promovierte er (nach einem Parisaufenthalt) 1956 in Göteborg mit der Arbeit „Introduction à l’étude du vocabulaire de Beaumarchais“ (Stockholm 1956, Genf 1981). Zuerst Dozent in Göteborg, wurde er Inhaber des ersten Lehrstuhls  für Französische Sprache und Literatur an der Universität Uppsala, dann Professor an der Universität  Göteborg, wo er 1988 emeritiert wurde.
Proschwitz erhielt 1999 den Grand Prix de la Francophonie der Académie française.
Gunnar von Proschwitz war verheiratet mit Mavis von Proschwitz.

## Werke
- (Hrsg.) Lettres inédites de Madame Du Deffand, du président Hénault et du comte de Bulkeley au baron Carl Fredrik Scheffer, 1751-1756, in: Studies on Voltaire and the 18th century  10, 1959, S. 267–412
- Gustave III et la langue française. Recherches sur la correspondance du roi, Göteborg/Paris 1962
- (mit Jean-Baptiste Brunet-Jailly) Bien écrire bien parler. Initiation aux études universitaires de français, Lund 1969
- (mit Michel Launay) Index du Contrat social (texte de 1762 et manuscrit de Genève), Genf 1977
- (Hrsg.) Alexis Piron épistolier. Choix de ses lettres, Göteborg 1982
- (Hrsg.) Tableaux de Paris et de la Cour de France 1739-1742. Lettres inédites  de Carl Gustaf, comte de Tessin, Göteborg 1983, Paris 1986
- (Hrsg.) Influences. Relations culturelles entre la France et la Suède. Actes du colloque tenu à Paris, Centre culturel suédois, du 25 au 27 mars 1987, Göteborg/Paris 1988
- (Hrsg.) Gustave III par ses lettres, Stockholm/Paris 1986
- (Hrsg. mit Mavis von Proschwitz) Beaumarchais et le "Courrier de l'Europe". Documents inédits ou peu connus, 2 Bde., Oxford 1990
- (Hrsg. und Übersetzer) Gustaf III. Mannen bakon myten. Ett självporträtt i brevform presenterad, Höganäs 1992
- (Hrsg.) Les oeuvres complètes de Voltaire. 4. Histoire de Charles XII, Oxford 1996
- (Hrsg.) Catherine II et Gustave III. Une correspondance retrouvée / Katarina II och Gustaf III. En återfunnen brevväxling, Stockholm 1998
- (Hrsg.) Carl Gustaf Tessin i Paris. Konst och politik, Stockholm 2002
- (Hrsg.) Beaumarchais, Lettres de combat, Paris 2005